# Hlybokaje (sjö i Vitryssland, Vitsebsks voblast, lat 55,70, long 29,45)
Glubokoje Ozero (ryska: Глубокое озеро) är en sjö i Belarus.   Den ligger i voblasten Vitsebsks voblast, i den norra delen av landet, 230 km nordost om huvudstaden Minsk. Ozero Glubokoje ligger 149 meter över havet. Arean är 0,23 kvadratkilometer. Den sträcker sig 0,6 kilometer i nord-sydlig riktning, och 0,6 kilometer i öst-västlig riktning.
I omgivningarna runt Ozero Glubokoje växer i huvudsak blandskog. Runt Ozero Glubokoje är det glesbefolkat, med 11 invånare per kvadratkilometer.